# Pierre Schill
Pierre Schill, né le 10 septembre 1967 à Châlons-sur-Marne (Marne), est un militaire de carrière français. Général d'armée, il est chef d'état-major de l'Armée de terre depuis le 22 juillet 2021.

## Biographie

### Formation
Après avoir été élève du Prytanée national militaire, Pierre Schill entre à l’École spéciale militaire de Saint-Cyr en 1987 (promotion Lieutenant Tom Morel). Après une année de formation à l’École d’application de l’infanterie de Montpellier (1990 – 1991), il intègre les troupes de marine.

### Carrière militaire
Pierre Schill est affecté comme lieutenant au 3e régiment d’infanterie de marine de Vannes en 1991. Il est engagé comme chef de section de combat successivement au Tchad, en Somalie et à Sarajevo.
En 1994, promu capitaine, il est désigné pour servir pendant deux ans comme officier adjoint de compagnie au régiment d’infanterie de marine du Pacifique en Polynésie.
Muté en 1996 au 2e régiment d’infanterie de marine au Mans, il y exerce les fonctions d’officier traitant au sein du bureau opérations et instruction et est projeté en Albanie. Commandant la 2e compagnie de combat du régiment de 1997 à 1999, il est engagé en République Centrafricaine.
Affecté à l’encadrement des officiers élèves de l’École spéciale militaire de Saint-Cyr en 1999, il est promu au grade de commandant en 2000 et occupe les fonctions d’adjoint au commandant du 1er bataillon pendant trois ans.
Après sa réussite au concours de l’enseignement militaire supérieur en 2002, il suit à Paris l’enseignement de la 116e promotion du cours supérieur d’état-major puis de la 11e promotion du Collège interarmées de Défense.
Promu lieutenant-colonel en 2004, il est affecté au 3e régiment d’infanterie de marine à Vannes pour tenir les fonctions de chef du bureau opérations et instruction. Il est engagé comme chef opérations du régiment en Côte d'Ivoire.
Affecté en 2006 à l’état-major des armées à Paris, il sert pendant trois ans comme officier traitant au sein de la division Plans programmes évaluation, participant notamment aux travaux d’élaboration du Livre blanc sur la Défense nationale et la sécurité de 2008, et de la Loi de programmation militaire 2009-2014.
Le colonel Pierre Schill commande le 3e régiment d’infanterie de marine à Vannes de 2009 à 2011.
En 2011, il est auditeur de la 61e session du Centre des hautes études militaires et de la 64e session de l’Institut des hautes études de Défense nationale.
De 2012 à 2017, il assure les fonctions d’adjoint au chef d’état-major particulier du président de la République.
Il est nommé général de brigade à compter du 1er août 2017, date à laquelle il prend le commandement de la 9e brigade d’infanterie de marine à Poitiers.

### Chef d'état-major de l'Armée de terre
Général de division, chef de la division « emploi des forces » de l'état-major des armées, Pierre Schill est nommé le 7 juillet 2021 chef d'état-major de l'Armée de terre et élevé au rang de général d'armée à compter du 22 juillet suivant, en remplacement de Thierry Burkhard,,.

## Grades militaires
- 1er août 1990 : lieutenant[9].
- 1er août 1994 : capitaine[10].
- 1er août 2000 : commandant[2].
- 1er août 2004 : lieutenant-colonel[3].
- 1er août 2007 : colonel[11].
- 1er août 2017 : général de brigade[4].
- 1er mars 2020 : général de division[12].
- Aucune élévation aux rang et appellation de général de corps d'armée.
- 22 juillet 2021 : général d'armée[6].

## Décorations
|  |  |  |
|  |  |  |
|  |  |  |
|  |  |  |

### Françaises
- Commandeur de la Légion d'honneur en 2022[13] (officier en 2018[14]).
- Commandeur de l'ordre national du Mérite en 2021[15].
- Croix de la Valeur militaire.
- Croix du combattant.
- Médaille d'Outre-Mer.
- Médaille de la Défense nationale, échelon argent.
- Médaille de reconnaissance de la Nation.
- Médaille commémorative française.
- Médaille d'honneur de l'engagement ultramarin, échelon or (à titre exceptionnel)[16]
- Médaille des Nations unies pour UNPROFOR (Yougoslavie).

### Étrangères
- Commandeur de l'ordre national du Lion du Sénégal en 2023.
- Grand officier de l'ordre du Mérite militaire (pt) (Brésil)[17].